# Ombalantu Baobab
O Ombalantu Baobá, localmente conhecida como Omukwa waaMbalantu (em portuguêsː árvore da vida), é uma árvore com 750 anos de idade, localizada na cidade de Outapi, na região de Omusati, na Namíbia. Recebeu o título de Patrimônio Histórico Nacional da Namíbia, no ano de 2011.

## História
Em 1835, o rei dos Mbalantus, Kamhaku kaHuhwa, morreu; e os Mbalantus começaram a ser atacados e vendidos como escravos por outras tribos. Os Mbalantus abriram cavidades no interior dos baobás, com passagem no topo das árvores, para servir de refúgio para as crianças e mulheres durante os ataques das tribos rivais.
No ano de 1940, a árvore abrigou a primeira agência dos Correios de Outapi. E, durante a campanha de missionários cristãos europeus, a árvore serviu como capela, onde colocaram uma pedra como púlpito e três bancos.
Em 2003, Ombalantu Baobá se tornou um ponto turístico da região e ganhou o título de Monumento Histórico. No ano de 2011, o Conselho do Patrimônio Nacional da Namíbia tornou a árvore um Patrimônio Histórico Nacional.

## Características
A Ombalantu Baobá é uma árvore do tipo Baobá africano (Adansonia digitata L.), que possui aproximadamente 750 anos de idade, verificado através de pesquisas de datação por carbono. Possui 20,1 metros de altura, e um diâmetro de 24,50 metros (a 1,30 da base).

Em seu tronco há uma abertura na base com 1,76 metro de altura e 90 centímetros de largura, que dá acesso a parte interna da árvore, que é artificialmente oca, com uma área de 3,08 metros por 2,30 metros e 8,32 metros de altura. Possui seis caules naturais e algumas hastes artificiais para reforço.